# Delftsche Studenten Hockey Club
De Delftsche Studenten Hockey Club (DSHC) is een hockeyclub in de Nederlandse provincie Zuid-Holland. Het is een van de oudste hockeyclubs van Nederland en is tevens een ondervereniging van het Delftsch Studenten Corps.

## Geschiedenis
DSHC werd opgericht op 20 november 1898 en is daarmee na Amsterdam en Bloemendaal de oudste hockeyclub van Nederland.
Nadat veel mannen in 1939 gemobiliseerd waren, en dus niet konden hockeyen, werd er een nood-competitie georganiseerd die regionaal werd ingedeeld. Zo ontstond een Westelijke afdeling met DSHC, HOC, BMHC, Victoria, HHIJC, TOGO, HDM en LOHC. HDM werd kampioen. 

Op 23 oktober 1941 werd een verordening van Seyss-Inquart bekendgemaakt dat joden niet meer lid mochten zijn van niet-joodse verenigingen. Enkele dagen later werd de studentenvereniging in Amsterdam ontbonden, andere universiteiten en hogescholen volgden. Alleen de corpora van Nijmegen, Tilburg en de VU in Amsterdam bleven bestaan. De DSHC trok zich na de bekendmaking van genoemde verordening terug uit de competitie maar deed in de 1945-46 landskampioenschappen weer mee.
Na de oorlog speelde DSHC geen rol van betekenis meer als het om tophockey ging. Dat veranderde in het midden van de jaren 50. Als een van de eerste clubs begon DSHC met het houden van conditietrainingen onder leiding van J. Klein. Deze trainingen begonnen meteen zijn vruchten af te werpen toen direct werd gepromoveerd uit de Tweede klasse naar de Promotieklasse en de Eerste klasse in 1957. In 1958 werd zelfs het landskampioenschap behaald met internationals Gerard Overdijkink en Carel Dekker in de gelederen. DSHC zou nog zeven jaar aaneengesloten in de Eerste klasse verblijven. De mannen degradeerden in 2007 voor het laatst uit de Overgangsklasse.
DSHC heeft ongeveer 300 actieve leden, verdeeld over 11 herenteams en 7 damesteams. Er wordt gespeeld op drie kunstgrasvelden van de sportstichting van de TU Delft. Op dit terrein spelen ook de studentenhockeyverenigingen SVHC Dopie en Scoop Delft. Andere concurrenten uit Delft zijn Hudito en Ring Pass.

### Erelijst
- Landskampioenschap: Heren (1958)